# Kiełcz (zm. 1310)
Kiełcz herbu Nałęcz (ur. 2. poł. XIII w., zm. 1310) – rycerz polski, wojewoda poznański, kasztelan gnieźnieński, santocki, zbąszyński.

## Biografia
Kiełcz urodził się w 2. połowie XIII wieku w polskiej rodzinie rycerskiej herbu Nałęcz. Jego ojciec, Tomisław z Szamotuł, był wojewodą poznańskim. Kiełcz związany był z dworem Przemysła II, w 1286 został miecznikiem gnieźnieńskim, w 1294 mianowano go kasztelanem santockim, a w latach 1295–1296 dzierżył kasztelanię zbąszyńską. Po zamordowaniu 8 lutego 1296 w Rogoźnie, przez Brandenburczyków, króla Przemysła II, dołączył do stronników Władysława Łokietka. Należał do bliskich współpracowników księcia, jego podpis i pieczęć widnieją na wielu dokumentach Łokietka z tego okresu. W 1295 lub 1297 roku został kasztelanem gnieźnieńskim.
W okresie panowania królów czeskich, Wacława II i Wacława III, nie dzierżył żadnych urzędów państwowych.
Po powrocie do kraju Władysława Łokietka, ponownie znalazł się w gronie jego stronników. W 1306 roku był obecny podczas przejmowania przez księcia kasztelanii nakielskiej i żońskiej. Łokietek mianował go wojewodą poznańskim, jednak Kiełcz nie sprawował władzy nad całą prowincją, a jedynie nad kasztelanią nakielską i żońską, ponieważ pozostała część Wielkopolski była pod panowaniem Henryka głogowskiego i Bolka opolskiego, który zajął ziemię rudzką. Z ramienia księcia Henryka wojewodą poznańskim był w tym czasie Sędziwój z Jarocina. Kiełcz jako wojewoda poznański towarzyszył Łokietkowi podczas przejmowania władzy na Pomorzem Gdańskim.
Po raz ostatni jest wzmiankowany w dokumentach z epoki w 1308 roku.
Zmarł przed 25 sierpnia 1310 roku, w dniu tym mianowano jego następcę na urzędzie wojewody poznańskiego (nakielskiego).
Jego synem był prawdopodobnie Wincenty z Korytkowa.